# Identificator de localizare
Un identificator de localizare este o reprezentare simbolică pentru numele și amplasamentul unui aeroport, ajutor de navigație sau stație meteo și este utilizat pentru facilitățile de control al traficului aerian cu personal în controlul traficului aerian, telecomunicații, programare computerizată, rapoarte meteo și servicii conexe.

## Indicator de localizare OACI
Articol principal: Codul aeroportului OACI
Organizația Internațională a Aviației Civile stabilește seturi de indicatori de localizare de patru litere care sunt publicați în publicația OACI 7910. Acestea sunt utilizate de agențiile de control al traficului aerian pentru a identifica aeroporturile și de agențiile meteorologice pentru a produce rapoarte meteo METAR. Prima literă indică regiunea; de exemplu, K pentru Statele Unite învecinate, C pentru Canada, E pentru nordul Europei, R pentru Orientul Îndepărtat asiatic și Y pentru Australia. Exemple de indicatori de localizare OACI sunt RPLL pentru Aeroportul Ninoy Aquino din Manila, KCEF pentru Baza de Rezervă Aeriană Westover și EGLL pentru Aeroportul Heathrow din Londra.

## Identificator IATA
Articol principal: Codul aeroportului IATA
Asociația Internațională de Transport Aerian folosește seturi de identificatori IATA de trei litere care sunt utilizați pentru operațiunile companiilor aeriene, rutarea bagajelor și emiterea biletelor. Nu există o schemă de organizare specifică pentru identificatorii IATA; de obicei, preiau abrevierea aeroportului sau orașului, cum ar fi MNL pentru Aeroportul Manila Ninoy Aquino.
În Statele Unite, identificatorul IATA este de obicei egal cu identificatorul FAA, dar nu este întotdeauna cazul. Un exemplu proeminent este Aeroportul Internațional Sawyer din Marquette, Michigan, care folosește identificatorul FAA SAW și identificatorul IATA MQT.

## Identificator FAA
Identificatorul de localizare al Administrației Federale a Aviației (FAA LID) este un cod alfanumeric de trei până la cinci caractere care identifică facilitățile legate de aviație din Statele Unite, deși unele coduri sunt rezervate și sunt gestionate de alte entități. [1]: §1–2-1
Pentru aproape toate aeroporturile mari, identificatorii atribuiți sunt coduri alfabetice de trei litere, cum ar fi ORD pentru Aeroportul Internațional Chicago O'Hare. Aerodromurilor minore li se atribuie de obicei un amestec de caractere alfanumerice, cum ar fi 8N2 pentru Skydive Chicago Airport și 0B5 pentru Turners Falls Airport. Aerodromurile private primesc un identificator de patru caractere, cum ar fi 1CA9 pentru heliportul Departamentului de Pompieri din Los Angeles. Identificatorii de localizare sunt coordonați cu identificatorii Transport Canada descriși mai jos.
În general, FAA are autoritatea de a atribui toți identificatorii de trei litere (cu excepția celor care încep cu literele K, N, W și Y), toți identificatorii alfanumerici de trei și patru caractere și identificatorii de cinci litere pentru Statele Unite și jurisdicțiile sale. Departamentul Marinei atribuie identificatori de trei litere care încep cu litera N pentru uzul exclusiv al acelui departament. Transport Canada atribuie identificatori de trei caractere care încep cu Y. Blocul care începe cu litera Q se află sub jurisdicția internațională de telecomunicații, dar este utilizat intern de către operațiunile tehnice ale FAA pentru a identifica echipamentele din spațiul aerian național care nu sunt acoperite de niciun alt sistem de coduri de identificare. Blocul care începe cu Z identifică centrele de control al traficului aerian al Statelor Unite. [1]: §1-2-2
În practică, identificatorii atribuiți nu sunt întotdeauna în concordanță cu regulile actuale de "codificare" adoptate de FAA și nici nu sunt toți identificatorii atribuiți diferiți între Statele Unite și Canada. Sistemul de codificare a evoluat de-a lungul timpului și, pentru a asigura siguranța și a reduce ambiguitatea, multe coduri "moștenite" au rămas intacte,[1]: §1-2-4, chiar dacă încalcă regulile ordonate în prezent. Din acest motiv, FAA publică în mod regulat liste detaliate ale tuturor codurilor pe care le administrează[1]: §6

## Modele generale de atribuire
În general, identificatorii de trei litere sunt atribuiți ca indicative radio pentru ajutoarele de navigație aeronautică; aeroporturilor cu o instalație de control al traficului aerian cu personal sau de ajutor de navigație în interiorul granițelor aeroportului; aeroporturilor care beneficiază de transportatori aerieni cu rută regulată sau servicii de transport aerian militar și aeroporturilor desemnate de Serviciul Vamal al Statelor Unite⁠(d) ca aeroporturi de intrare. Unii dintre acești identificatori sunt atribuiți anumitor stații de raportare a vremii aviației.
Majoritatea identificatorilor de o cifră și două litere au fost atribuiți stațiilor de raportare și observare a vremii aviatice și locațiilor de utilizare specială. Unii dintre acești identificatori pot fi atribuiți facilităților de aterizare de uz public din Statele Unite și jurisdicțiile sale, care nu îndeplinesc cerințele pentru identificatorii din seria de trei litere. În această serie de identificatori, cifra este întotdeauna în prima poziție a combinației de trei caractere.
Majoritatea identificatorilor de o literă și două cifre sunt atribuiți facilităților de aterizare de uz public din Statele Unite și jurisdicțiile sale, care nu îndeplinesc cerințele pentru identificatorii din seria de trei litere. Unii dintre acești identificatori sunt, de asemenea, atribuiți stațiilor de raportare meteo din aviație.
Identificatorii cu o literă și două cifre sunt marcați cu litera alfabetică. Litera poate apărea în prima, mijlocul sau ultima poziție în combinația de trei caractere. Când litera semnifică zona unui centru de control al traficului aerian, atribuirea nu se va schimba dacă limitele centrului sunt realiniate.
Identificatorii din această serie care ar putea intra în conflict cu numerele Victor, Jet sau colorate ale căilor aeriene nu sunt atribuiți.
Identificatorii de două litere și două cifre sunt atribuiți facilităților de aterizare de uz privat din Statele Unite și jurisdicțiile sale care nu îndeplinesc cerințele pentru atribuirea cu trei caractere. Acestea sunt marcate de oficiul poștal cu două litere sau de abrevierea suplimentară a statului cu care sunt asociate. Codul de două litere apare în primele două, mijlocul sau ultimele două poziții ale codului de patru caractere.
Utilizarea sistemului de identificare FAA în meteorologie s-a încheiat în 1996, când codul de raportare a căilor aeriene a fost înlocuit cu codul METAR. Codul METAR depinde în întregime de sistemul de identificare al OACI.

## Agenția Națională de Aviație Civilă din Brazilia
Din ianuarie 2019, Agenția Națională a Aviației Civile din Brazilia (ANAC) emite un desemnator din șase cifre numit Cod de identificare a aerodromului (în portugheză: Código de Identificação de Aeródromo, CIAD) pentru fiecare aerodrom. Primele două cifre sunt literele aferente stării federației în care se află aerodromul și următoarele patru cifre sunt numere atribuite de ANAC. În cazul aerodromurilor militare, primul număr este 9. [2]

## Identificator Transport Canada
Transport Canada atribuie identificatori de două, trei și patru caractere, inclusiv identificatori de trei litere care încep cu literele Y și Z, pentru zonele sale de jurisdicție. Acești identificatori sunt proiectați pentru a se potrivi cu sistemul FAA Identifier descris mai sus, deși există câteva conflicte. [necesită citare]

## Agenția Federală de Aviație Civilă din Mexic
Agenția Federală de Aviație Civilă din Mexic (Agencia Federal de Aviación Civil, AFAC) este un desemnator de coduri de aerodrom, fiecare format din trei litere, utilizate pentru a identifica fiecare aerodrom civil din Mexic. (Aceste caractere sunt alese cu aceeași metodologie ca și pentru codurile IATA, adică luând trei litere ale numelui aerodromului, de exemplu ZPU pentru pista de aterizare Zacapu.) Aceste aerodromuri pot fi aeroporturi, piste de aterizare private, heliporturi terestre, heliporturi pentru bărci și heliporturi de platformă. Pentru aeroporturile mai importante se folosesc desemnatorii IATA, de exemplu TLC pentru Aeroportul Internațional Toluca, deși există unele excepții, cum ar fi IATA XAL și AFAC ALA pentru Aeroportul Național Alamos, Sonora.

## Identificator de localizare rusesc
În Rusia (și înainte de 1991 în Uniunea Sovietică), există identificatori de aeroport (внутренний код - cod intern) având trei litere chirilice. [3] Acestea sunt folosite, de exemplu, pentru vânzarea biletelor. Unele aeroporturi mici cu zboruri regulate nu au cod IATA, doar acest cod și poate un cod ICAO. Spre deosebire de codurile IATA, acestea s-au schimbat atunci când au fost redenumite unele orașe din fosta URSS în anii 1990, de exemplu Sankt Petersburg (fostul Leningrad), care a fost ЛЕД și a devenit СПТ. Începând cu 2009, aproximativ 3.000 de combinații de coduri de cod intern sunt în uz. Lista codurilor chirilice interne de trei litere utilizate în Rusia poate fi găsită în lista aeroporturilor din Rusia.
Multe aerodromuri mai mici din Rusia nu au un cod OACI. În schimb, li se atribuie o intrare în State and Experimental Aviation Point Location Index, sau poate două: unul civil, care începe în mod normal cu "У" chirilic (= latină "U"), celălalt pentru "stat" sau operațiuni militare, aproape întotdeauna același, cu excepția faptului că primul caracter este acum un "Ь" chirilic (= latin "X"). Aceste coduri sunt date în documentul oficial [4] care are coloane separate pentru coduri naționale (civile), coduri naționale (militare și de stat), iar unele au și coduri "internaționale"; doar acestea din urmă corespund codurilor OACI. De exemplu, Aeroportul Magadan Sokol este listat cu codul național civil УХММ, codul militar național ЬХММ și UHMM "internațional".

## Identificatorii stațiilor OMM
Organizația Meteorologică Mondială a folosit un sistem de coduri numerice de cinci cifre pentru a reprezenta stațiile meteorologice sinoptice. Un exemplu este 72295 pentru Aeroportul Internațional Los Angeles (LAX).
Prima cifră specifică regiunea: de la 0 la 1 pentru Europa, de la 2 la 3 pentru Rusia, 4 pentru Asia, 5 pentru Orientul Îndepărtat, 6 pentru Africa, 7 pentru America de Nord, 8 pentru America de Sud și Antarctica și 9 pentru Pacific.
Restul cifrelor sunt stabilite la nivel regional și național.
O modernizare a identificatorilor de stații OMM a fost realizată ca parte a Sistemului Global Integrat de Observare (WIGOS) al OMM. [5]
Anterior, stațiile de observare erau înregistrate folosind identificatorii OMM, care aveau forma unor numere de cinci cifre pentru stațiile sinoptice și climatice. Multe țări au rămas fără număr în intervalele lor permise și nu au putut înregistra stații suplimentare.
Noii identificatori de stație WIGOS (WSI) au fost creați cu o structură de patru blocuri, folosind cifre și caractere alfanumerice care permit înregistrarea unui număr nelimitat de stații.
Cele patru părți ale WSI sunt seria de identificare, emitentul, numărul emisiunii și identificatorul. Identificatorii WMO existenți au fost migrați în formatul WSI, de exemplu "0-20000-0-72295" pentru LAX. "20000" este codul emitentului pentru OMM, iar țările folosesc codul ISO din trei cifre ca cod emitent
O prezentare la sediul OMM[6] explică:
O componentă critică: identificatorii de stație WIGOS Conceptul de bază al identificatorilor de stație WIGOS (WSI):
Multe țări au rămas fără numere în intervalele lor admise și, prin urmare, nu sunt capabile să înregistreze stații suplimentare
Creat pentru a permite înregistrarea unui număr nelimitat de stații în WIGOS
Punerea sa în aplicare de către deputați este obligatorie, ca parte a regulamentelor tehnice WIGOS, inclusiv a standardului de metadate WIGOS
WSI-urile nu ar trebui să aibă sens în sine: utilizatorii nu ar trebui să caute metadate în modelele unui WSI, ar trebui să meargă la OSCAR/Surface pentru metadatele stației asociate cu acel WSI

## Atribuirea WSI-urilor (A)
Pentru "stațiile noi" (cele care au început să funcționeze sau au devenit afiliate unui program OMM după 1 iulie 2016) să dezvolte și să documenteze schemele lor naționale WSI, însemnând:
utilizarea codului ISO de țară din trei cifre în emitentul identificatorului (al doilea bloc)
și definirea normelor naționale de distribuire a numerelor din blocurile a treia și a patra (numărul emisiunii și identificatorul local) pentru stațiile de pe teritoriul lor
Pentru posturile înregistrate în OMM Nr. 9 Volumul A înainte de iulie 2016:
Acestea au fost migrate în OSCAR/Surface cu identificatorii lor tradiționali WMO de cinci cifre fiind convertiți automat în WSI:
intervalul 20000-20010 în al doilea bloc, "0" în al treilea bloc și ID-ul tradițional al OMM în al patrulea bloc.
Identificatorii agențiilor meteorologice din Statele Unite
Serviciul Național de Meteorologie folosește mai multe scheme pentru identificarea stațiilor. De obicei, se bazează pe identificatorii OACI și OMM, deși mai multe birouri de prognoză meteo (WFO) și site-uri de radare meteorologice care s-au mutat din aeroporturi au primit propriile coduri care nu intră în conflict cu codurile existente. Acestea se termină de obicei în X, cum ar fi locul în care Birmingham, Alabama (BHM) și-a înlocuit site-ul radar cu unul la sud de oraș (BMX) sau unde biroul din Knoxville (TYS) a fost mutat în apropiere de Morristown, Tennessee (MRX). Altele s-au schimbat, astfel încât Miami, Florida este acum MFL în loc de MIA, iar Dallas/Fort Worth (fostul DFW) este acum FWD. Aplicațiile climatologice folosesc sistemul WBAN (Weather Bureau Army Navy), care este un cod numeric din cinci cifre pentru identificarea stațiilor meteorologice aflate sub jurisdicția sa.
Recent, a început să folosească identificatori de patru litere plus o cifră pentru cerințe meteorologice specializate, cum ar fi stațiile hidrometeorologice. Acestea sunt utilizate de sistemul USFS RAWS și de indicatorii de flux operați de USGS, ambele raportând prin sateliți meteorologici GOES operați de NOAA. Acestea folosesc trei litere care sunt un mnemonic pentru amplasament, urmate de prima literă a statului american, urmată de un număr care indică ordinea alfabetică din acea literă (de exemplu, stațiile din Carolina de Nord se termină cu N7). Mnemonicul poate fi cel mai apropiat oraș, sau numele pârâului, sau o combinație a celor două; și aceleași nume pot fi rearanjate în mnemonice diferite pentru diferite locații din apropiere. De exemplu, VING1 este indicatorul de la Vinings, Georgia, și se diferențiază de alte stații de-a lungul râului Chattahoochee (cum ar fi CHAG1 în apropiere de Oakdale) care se află și ele la limita orașului Atlanta, la fel ca Vinings, și de alte cursuri de apă din Atlanta, cum ar fi Peachtree Creek (AANG1).
Agenția Meteorologică a Forțelor Aeriene ale Statelor Unite (AFWA), acționând în numele tuturor serviciilor militare americane, atribuie identificatori ICAO de utilizare specială care încep cu "KQ", pentru a fi utilizați de unitățile desfășurate care sprijină situațiile neprevăzute din lumea reală; unități desfășurate/în garnizoană care oferă sprijin în timpul exercițiilor; locații de operare clasificate; și unitățile care au solicitat, dar nu au primit încă un identificator permanent de localizare.
Un sistem încă utilizat atât de Forțele Aeriene, cât și de Centrul Național de Date Climatice este Master Station Catalog sau codul MASLIB. Acesta este un cod numeric din 6 cifre care este în esență aceeași schemă ca și identificatorul stației OMM, dar adaugă o cifră suplimentară, permițând indexarea mult mai multor stații. Această cifră suplimentară este întotdeauna "0" atunci când se face referire la o stație WMO reală folosind identificatorul de cinci cifre, dar poate fi 1..9 pentru a face referire la alte stații care există în apropiere. Identificatorii MASLIB nu sunt în general recunoscuți în afara Statelor Unite.

## Identificatori transplantați
Au existat cazuri rare în care identificatorii au fost transplantați în noi locații, în principal din cauza închiderii aeroportului inițial. Exemple proeminente sunt DEN/KDEN, care a migrat de la Aeroportul Internațional Stapleton la Aeroportul Internațional Denver în 1996 și AUS/KAUS, care a migrat de la Aeroportul Municipal Austin Mueller la Aeroportul Internațional Austin-Bergstrom în 1999. Ambele cazuri au avut loc deoarece locațiile inițiale au fost închise.
Ocazional, un cod va fi întrerupt complet, fără succesor. Uneori, acesta este un aeroport mic care s-a închis, cum ar fi Aeroportul Stone Mountain, al cărui identificator 00A este acum folosit pentru un heliport R/C din Bensalem, Pennsylvania. Într-un alt caz, identificatorii pentru Aeroportul Idlewild din New York au fost schimbați în JFK și KJFK când a fost redenumit după John F. Kennedy, iar IDL-ul și KIDL-ul original au fost reutilizate ulterior pentru Aeroportul Municipal Indianola din Indianola, Mississippi.
Identificatorii transplantați tind să fie slab documentați și pot cauza probleme în sistemele de date și programe care procesează înregistrările istorice și în cercetarea și munca juridică. O problemă similară există și pentru indicativele de difuzare.